# ACS Applied Nano Materials
ACS Applied Nano Materials (nach ISO 4-Standard in Literaturzitaten mit ACS Appl. Nano Mater. abgekürzt) ist eine wissenschaftliche Fachzeitschrift, die von der American Chemical Society veröffentlicht wird. Derzeit erscheint die Zeitschrift mit zwölf Ausgaben im Jahr. In der multidisziplinären Zeitschrift erscheinen Artikel zur Originalforschung aus allen Bereichen des Ingenieurwesens, Chemie, Physik und Biologie, die sich mit dem Themengebiet der Nanomaterialien beschäftigen.
Chefredakteur ist Kirk S. Schanze von der University of Texas at San Antonio (Vereinigte Staaten).